# Bitto
Le bitto est un fromage traditionnel à base de lait de vache entier, produit principalement dans la Valteline de la région de Lombardie.
Depuis le 1er juillet 1996, la dénomination «bitto» est protégée au niveau européen par une appellation d'origine protégée (AOP).

## Description
Il est de forme cylindrique régulière à côtés concaves. Sa couleur extérieure est jaune paille devenant plus contrastée lors de l'affinage. Le fromage est produit avec du lait de vache entier additionné d'une proportion de lait de chèvres pas supérieure à 10 %. Sa fabrication s'effectue du mois de juin à la fin septembre. L'affinage débute dans les fromageries d'alpage et se poursuit dans les caves des fonds de vallée pendant une période d'un minimum de 70 jours jusqu'à plusieurs années.

## Aire de production
L'aire de production regroupe l'ensemble de la province de Sondrio et les territoires contigus des communes suivantes de l'Alta Valle Brembana, située dans la province de Bergame : Averara, Carona, Cusio, Foppolo, Mezzoldo, Piazzatorre, Santa Brigida et Valleve.